# Bronsfetknopp
Bronsfetknopp (Sedum adolphi) är en fetbladsväxtart som beskrevs av R.-hamet. Arten ingår i fetknoppssläktet som ingår i familjen fetbladsväxter. Inga underarter finns listade i Catalogue of Life.